# Salamón
Salamón es una localidad española perteneciente al municipio de Crémenes, en la provincia de León, comunidad autónoma de Castilla y León.

## Geografía

### Ubicación
| Noroeste: Ciguera           | Norte: Ciguera | Noreste: embalse de Riaño |
| Oeste: Viego                |                | Este: Las Salas           |
| Suroeste Valbuena del Roblo | Sur: Crémenes  | Sureste: Las Salas        |

## Demografía
| Gráfica de evolución demográfica de Salamón entre 1842 y 1970 |
| |
| Población de derecho según los censos de población del INE Población de hecho según los censos de población del INE Entre el censo de 1981 y el anterior este municipio desaparece porque se integra en Crémenes |

Evolución de la población
| Gráfica de evolución demográfica de Salamón entre 2000 y 2017      |
|                                                                    |
| Población de derecho (2000-2017) según el padrón municipal del INE |